# 拉雅维
拉雅维（法語：La Javie，法語發音：[la ʒavi]）是法国上普罗旺斯阿尔卑斯省的一个市镇，属于迪涅莱班区。

## 地理
拉雅维（44°10'28"N, 6°21'5"E）面积37.27 平方千米，位于法国普罗旺斯-阿尔卑斯-蓝色海岸大区上普罗旺斯阿尔卑斯省，该省份为法国东南部内陆省份，北起上阿尔卑斯省，西接沃克吕兹省，西北接德龙省，南至瓦尔省，东临滨海阿尔卑斯省，东北部与意大利接壤。
与拉雅维接壤的市镇（或旧市镇、城区）包括：巴勒、博热、勒布吕斯凯、德赖克斯、普拉茨-上布莱奥讷、加拉布尔河畔拉罗比讷、韦尔达什。
拉雅维的时区为UTC+01:00、UTC+02:00（夏令时）。

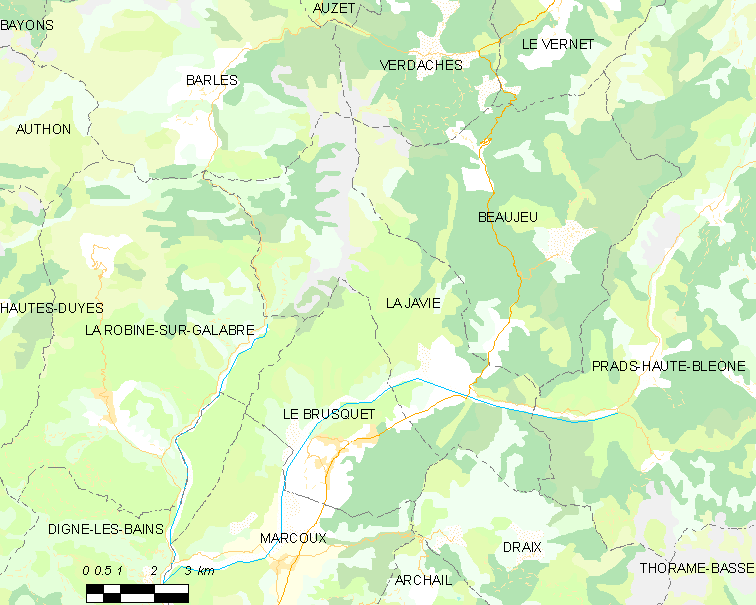
拉雅维的OSM定位图

## 行政
拉雅维的邮政编码为04000、04420，INSEE市镇编码为04097。

## 政治
拉雅维所属的省级选区为塞讷县。

## 人口

1962-2008年间拉雅维人口变化图示

拉雅维于2022年1月1日时的人口数量为374人。